# 普劳斯
普劳斯（義大利語：Plaus），是意大利波尔扎诺自治省的一个市镇。总面积4平方公里，人口683人，人口密度170.8人/平方公里（2009年）。ISTAT代码为021064。